# Rallye Monte Carlo 1987
Die 55. Rallye Monte Carlo war der 1. Lauf zur Rallye-Weltmeisterschaft 1987. Sie fand vom 17. bis zum 22. Januar in der Region von Monaco statt. Von den 26 geplanten Wertungsprüfungen wurde eine (3) abgesagt.

## Klassifikationen

### Endergebnis
| Rang | Fahrer            | Co-Pilot              | Auto                       | Zeit (Std./Min./Sek.) | Rückstand Sieger (Min./Sek.) Rückstand V (Min./Sek.) |
| ---- | ----------------- | --------------------- | -------------------------- | --------------------- | ---------------------------------------------------- |
| 1    | Miki Biasion      | Tiziano Siviero       | Lancia Delta HF 4WD        | 7:39:50               | 00:00                                                |
| 2    | Juha Kankkunen    | Juha Piironen         | Lancia Delta HF 4WD        | 7:40:49               | 00:59                                                |
| 3    | Walter Röhrl      | Christian Geistdörfer | Audi 200 quattro           | 7:44:00               | 04:10 03:11                                          |
| 4    | Ingvar Carlsson   | Per Carlsson          | Mazda 323 4WD              | 7:55:45               | 15:55 11:45                                          |
| 5    | Kenneth Eriksson  | Peter Diekmann        | Volkswagen Golf GTi II 16V | 8:08:09               | 28:19 12:24                                          |
| 6    | Jean Ragnotti     | Pierre Thimonier      | Renault 11 Turbo           | 8:13:16               | 33:26 05:07                                          |
| 7    | Erwin Weber       | Matthias Feltz        | Volkswagen Golf GTi II 16V | 8:15:57               | 36:07 02:41                                          |
| 8    | François Chatriot | Michel Perin          | Renault 11 Turbo           | 8:17:04               | 37:14 01:07                                          |
| 9    | Bertrand Balas    | Eric Lainé            | Lancia Delta HF 4WD        | 8:18:19               | 38:29 01:15                                          |
| 10   | Per Eklund        | Dave Whittock         | Subaru RX Turbo            | 8:21:07               | 41:17 02:48                                          |

Insgesamt wurden 93 von 161 gemeldeten Fahrzeuge klassiert:

### Wertungsprüfungen
| Tage     | WP | Startzeit LT | Name                                | Länge    | Gewinner                    | Zeit     | Leader         |
| -------- | -- | ------------ | ----------------------------------- | -------- | --------------------------- | -------- | -------------- |
| 18. Jan. | 1  | 14:33        | L’Alpe d’Huez                       | 2,11 km  | Bruno Saby                  | 1:35     | Bruno Saby     |
| 18. Jan. | 2  | 15:06        | Col d’Ornon                         | 13,07 km | Juha Kankkunen Miki Biasion | 09:13    | Bruno Saby     |
| 18. Jan. | 3  | 15:56        | Les Egats – Saint–Luce              | abgesagt | abgesagt                    | abgesagt | Bruno Saby     |
| 18. Jan. | 4  | 16:50        | Prunières – La Motte–Saint–Martin   | 19,30 km | Miki Biasion                | 14:26    | Miki Biasion   |
| 18. Jan. | 5  | 18:43        | Le–Sappey–en–Chartreuse             | 24,64 km | Ingvar Carlsson             | 17:52    | Miki Biasion   |
| 19. Jan. | 6  | 09:33        | Saint–Jean–en–Royans                | 32,19 km | Miki Biasion                | 21:25    | Miki Biasion   |
| 19. Jan. | 7  | 12:31        | Lalouvesc – Saint–Pierre–sur–Doux   | 18,60 km | Bruno Saby                  | 14:30    | Miki Biasion   |
| 19. Jan. | 8  | 13:04        | Saint–Bonnet–le–Froid               | 26,15 km | Miki Biasion Bruno Saby     | 17:34    | Miki Biasion   |
| 19. Jan. | 9  | 15:03        | Le Moulinon                         | 30,18 km | Bruno Saby                  | 28:43    | Miki Biasion   |
| 19. Jan. | 10 | 16:27        | Burzet                              | 27,65 km | Bruno Saby                  | 20:39    | Bruno Saby     |
| 20. Jan. | 11 | 09:03        | Saint–Maurice–d'Ibie – Saint–Montan | 30,67 km | Juha Kankkunen              | 28:52    | Bruno Saby     |
| 20. Jan. | 12 | 11:14        | Saint–Léger–du–Ventoux              | 17,09 km | Kalle Grundel               | 10:44    | Miki Biasion   |
| 20. Jan. | 13 | 12:30        | Col de Perty                        | 20,62 km | Juha Kankkunen              | 14:59    | Juha Kankkunen |
| 20. Jan. | 14 | 13:10        | Col du Reychasset                   | 31,17 km | Miki Biasion                | 24:53    | Juha Kankkunen |
| 20. Jan. | 15 | 15:11        | Col de Grimone                      | 13,57 km | Juha Kankkunen              | 08:54    | Juha Kankkunen |
| 20. Jan. | 16 | 16:26        | Les Channaux                        | 18,60 km | Juha Kankkunen              | 14:31    | Juha Kankkunen |
| 21. Jan. | 17 | 07:33        | Chorges – Embrun                    | 25,14 km | Walter Röhrl                | 18:41    | Juha Kankkunen |
| 21. Jan. | 18 | 09:16        | Col des Garcinets                   | 22,82 km | Miki Biasion                | 18:41    | Juha Kankkunen |
| 21. Jan. | 19 | 10:29        | Sisteron                            | 32,19 km | Walter Röhrl                | 26:46    | Juha Kankkunen |
| 21. Jan. | 20 | 13:04        | Trigance – Cheauvieux               | 28,16 km | Walter Röhrl                | 21:00    | Juha Kankkunen |
| 21. Jan. | 21 | 14:11        | Le Mas – Aiglun                     | 30,67 km | Miki Biasion                | 25:56    | Juha Kankkunen |
| 22. Jan. | 22 | 10:23        | Col de la Madone                    | 18,11 km | Juha Kankkunen              | 18:03    | Juha Kankkunen |
| 22. Jan. | 23 | 11:44        | Col de Turini                       | 22,53 km | Miki Biasion                | 20:16    | Juha Kankkunen |
| 22. Jan. | 24 | 13:08        | Col de la Couillole                 | 22,13 km | Walter Röhrl                | 16:07    | Juha Kankkunen |
| 22. Jan. | 25 | 14:38        | Annot – Pont de Villaron            | 23,63 km | Walter Röhrl                | 17:21    | Juha Kankkunen |
| 22. Jan. | 26 | 16:24        | Col de Saint–Raphaël                | 28,66 km | Walter Röhrl                | 23:37    | Miki Biasion   |

### Gewinner Wertungsprüfungen
| WP                         | Anzahl | Fahrer          | Auto                    |
| -------------------------- | ------ | --------------- | ----------------------- |
| 2, 4, 6, 8, 14, 18, 21, 23 | 8      | Miki Biasion    | Lancia Delta HF 4WD     |
| 2, 11, 13, 15, 16, 22      | 6      | Juha Kankkunen  | Lancia Delta HF 4WD     |
| 17, 19, 20, 24–26          | 6      | Walter Röhrl    | Audi 200 quattro        |
| 1, 7–10                    | 5      | Bruno Saby      | Lancia Delta HF 4WD     |
| 5                          | 1      | Ingvar Carlsson | Mazda 323 4WD           |
| 12                         | 1      | Kalle Grundel   | Ford Sierra RS Cosworth |

### Fahrer-Weltmeisterschaft
| Pos. | Fahrer           | Punkte |
| ---- | ---------------- | ------ |
| 1    | Miki Biasion     | 20     |
| 2    | Juha Kankkunen   | 15     |
| 3    | Walter Röhrl     | 12     |
| 4    | Ingvar Carlsson  | 10     |
| 5    | Kenneth Eriksson | 8      |

### Herstellerwertung
| Pos. | Team       | Punkte |
| ---- | ---------- | ------ |
| 1    | Lancia     | 20     |
| 2    | Audi       | 14     |
| 3    | Mazda      | 12     |
| 4    | Volkswagen | 10     |
| 5    | Renault    | 8      |